# Oleksandrivka, Velîka Pîsarivka
Oleksandrivka (în ucraineană Олександрівка) este un sat în comuna Dmîtrivka din raionul Velîka Pîsarivka, regiunea Sumî, Ucraina.

## Demografie
Componența lingvistică a localității Oleksandrivka
     Ucraineană (93,26%)
     Rusă (6,51%)
     Alte limbi (0,23%)
Conform recensământului din 2001, majoritatea populației localității Oleksandrivka era vorbitoare de ucraineană (93,26%), existând în minoritate și vorbitori de rusă (6,51%).